# Torsten Kracht
Torsten Kracht (* 4. Oktober 1967 in Grimma) ist ein ehemaliger deutscher Fußballspieler.

## Sportliche Laufbahn
Torsten Kracht kam 1979 von Lok Naunhof in den Nachwuchsbereich des 1. FC Lokomotive Leipzig. Zur Saison 1984/85 rückte er in den Herrenbereich auf und bestritt auch seine ersten beiden Punktspiele für die Oberligamannschaft. In den ersten Jahren hatte er keinen leichten Stand, da die Leipziger zu diesem Zeitpunkt auf nationaler (u. a. Vizemeister 1985/86) und internationaler Ebene zu den besten Mannschaften der DDR zählten. Im Endspiel des Europapokal der Pokalsieger 1986/87 saß er bei der 0:1-Niederlage gegen Ajax Amsterdam vorerst noch auf der Bank. Ein Jahr später gehörte er aber zum Stammaufgebot der Leipziger.
Größte Erfolge mit Leipzig waren 1991 die Qualifikation für die 2. Bundesliga (in der der Verein nach einer Umbenennung nun als VfB Leipzig antrat) und 1993 der Aufstieg in die Bundesliga. Kracht seinerseits wechselte im Sommer 1993 zum VfB Stuttgart, kehrte aber bereits in der Winterpause zum VfB Leipzig zurück. Mit Leipzig musste er am Ende der Saison den Abstieg hinnehmen und blieb noch ein weiteres Jahr. 1995 wechselte Kracht für vier Jahre zum VfL Bochum, bei dem er zum Führungsspieler heranreifte. Beste Platzierung mit dem VfL war 1997 der fünfte Platz. Anschließend heuerte er bei Eintracht Frankfurt an, wo er sich ebenfalls als Leistungsträger behaupten konnte. Ab 2001 spielte Kracht noch einmal zwei Jahre für den Karlsruher SC in der 2. Bundesliga, bei dem er seine aktive Laufbahn beendete.
Für die DDR-Nationalmannschaft absolvierte Kracht 1988 und 1990 jeweils ein Länderspiel, in denen der Verteidiger ohne Treffer blieb. Sein zweites Spiel, am 12. September 1990, war gleichzeitig die letzte Begegnung der DDR-Auswahl. Er stand im Team unter anderem mit Matthias Sammer und Dariusz Wosz, das Spiel wurde 2:0 gegen Belgien gewonnen.

## Späterer Werdegang
Nach der Profikarriere arbeitete Kracht im Vorstand eines Leipziger Projektentwicklungs-Unternehmens. Ab Januar 2021 war Kracht Sportvorstand und Vizepräsident bei seinem Stammverein 1. FC Lok Leipzig. Von Mai 2023 bis zu seiner Abberufung im Februar 2024 war er Präsident des Vereins.

## Statistik
- Fußball-Bundesliga: 167 Spiele (5 Tore)
- 2. Fußball-Bundesliga: 199 Spiele (17 Tore)
- DDR-Oberliga: 109 Spiele (6 Tore)